# كيث ريد
كيث ريد (بالإنجليزية: Keith Reid)‏ (1951 - ) هو لاعب كريكت جنوب أفريقي.